# The Man & The Journey
The Man & The Journey era um projeto que o Pink Floyd estava trabalhando em 1969, mas que nunca foi lançado. O mesmo projeto é frequentemente chamado de The Massed Gadgets Of Auximenes, que era o título de uma série de concertos em 1969 durante os quais o Pink Floyd tocou duas suítes, uma foi chamada The Man e a outra The Journey, por consequência disto o título The Man & The Journey. O primeiro desempenho da peça aconteceu no dia 14 de abril de 1969, em Londres e depois foi executado várias vezes no resto do ano.
Duas canções do projeto foram originadas dos álbuns The Piper At The Gates Of Dawn e A Saucerful Of Secrets, mas todas as outras eram de um material composto recentemente. Existem rumores que The Man & The Journey foi planejado originalmente para o lançamento de um álbum. Mas, o Pink Floyd tinha em andamento muitos projetos diferentes em 1969 e muitas canções acabaram lançadas pulverizadas nestes projetos. Algumas delas foram usadas na trilha sonora do filme More, outras viraram composições individuais no disco de estúdio de Ummagumma e uma apareceu na trilha sonora de Zabriskie Point. No começo do ano seguinte, 9 das 13 canções compostas nas duas suítes já haviam sido lançadas. Das 4 canções restantes, 1 terminaria em Relics em 1971, e as outras 3 nunca chegaram a ser lançadas.
Embora o projeto nunca tenha sido lançado oficialmente, há vários RoIO's (Record of Illegitimate/Indeterminate Origin, Gravação de Origem Ilegítima/Indeterminada) de 1969 que documentam a peça em sua totalidade e dão uma ideia satisfatória do que o álbum poderia ter sido. Destes RoIO's um concerto em Amsterdã no dia 17 de setembro de 1969 tem uma melhor qualidade sonora que os demais, porque houve a radiodifusão do espetáculo inteiro pela estação de rádio holandesa VPRO. Na tabela abaixo, você encontrará uma reconstrução de The Man & The Journey baseada neste RoIO. É apresentado o título original das trilhas nos suítes e os títulos oficiais juntamente com o álbum em que a canção foi lançada.
Para a maioria dos fãs, o trabalho é praticamente desconhecido ou não reconhecido como o que seria o começo das peças temáticas do Pink Floyd.  A própria banda fez referência do trabalho em entrevistas posteriores. A combinação única de efeitos de som quadrafônico, representação e tematizações -- todos esses que podem serem traçados até The Man and The Journey – seriam algo que seriam analisados profundamente nos trabalhos mais duradouros do Pink Floyd, culminando em 1983 com o álbum “The Final Cut”.

## Faixas (Amsterdã, 1969)
| Nr. | Título no álbum The Man & The Journey | Título no lançamento oficial       | Álbum do lançamento oficial    | Notas |
| --- | ------------------------------------- | ---------------------------------- | ------------------------------ | --- |
| 01  | Daybreak                              | Grantchester Meadows               | Ummagumma                      | A maior parte ao vivo contém um vocal harmônico extra e alguns órgãos que não estavam no álbum. |
| 02  | Work                                  |                                    |                                | Work nunca foi lançada em nenhum álbum oficial, mas tem fragmentos de The Grand Vizier's Garden Party, parte 2 |
| 03  | Tea Time                              |                                    |                                | Também em nenhum álbum ; lembra versões ao vivo de Alan's Psychedelic Breakfast, porque o som é feito com a banda comendo à mesa que Roger Waters fez durante Work.                                                                             |
| 04  | Afternoon                             | Biding My Time                     | Relics                         | Essa música nunca foi lançada em um trabalho regular do Pink Floyd, mas inesperadamente apareceu em Relics em 1971. |
| 05  | Doing It                              | The Grand Vizier's Garden Party    | Ummagumma                      | Assim como Work, Doing It é remanescente de The Grand Vizier's Garden Party, mas dessa vez é claramente reconhecível que é a ultima parte. |
| 06  | Sleep                                 | Quicksilver                        | More                           | A versão de More é uma reprodução fiel das performances ao vivo, apesar de que era um pouco mais energética quando tocada ao vivo, especialmente no clímax do final.                                                                            |
| 07  | Nightmare                             | Cymbaline                          | More                           | Versões ao vivo desta canção eram mais lentas do que a versão original de More, além de mais longa e pesadas, com diversos solos de guitarra climáticos.                                                                                        |
| 08  | The Beginning                         | Green Is The Colour                | More                           | Assim como a canção anterior, Green Is the Colour era apresentada mais lenta do que em More, além de não mais contar com a flauta. |
| 09  | Beset By Creatures Of The Deep        | Come In Number 51, Your Time Is Up | Zabriskie Point                | Apesar de, essencialmente, parecer-se com a versão de Careful With That Axe, Eugene em Relics, em The Man and The Journey se assemelhava mais à Come in Number 51, Your Time Is Up, a versão da canção para a trilha-sonora de Zabriskie Point. |
| 10  | The Narrow Way                        | The Narrow Way                     | Ummagumma                      | Somente a 3ª parte de The Narrow Way foi usada em The Man and the Journey. É a única canção a manter seu título original. |
| 11  | The Pink Jungle                       | Pow R. Toc H.                      | The Piper At The Gates Of Dawn | Uma das duas canções que já havia sido gravada e lançada antes de The Man and the Journey ser concebido. |
| 12  | The Labyrinths Of Auximines           |                                    |                                | Canção nunca lançada oficialmente. É remanescente da seção de efeitos sonoros das versões ao vivo de Set the Controls for the Heart of the Sun.                                                                                                 |
| 13  | Behold The Temple Of Light            |                                    |                                | Nunca lançada oficialmente. |
| 14  | The End Of The Beginning              | A Saucerful Of Secrets             | A Saucerful Of Secrets         | Apenas a última seção da canção, intitulada Celestial Voices, foi usada. Esta é a segunda canção que já havia sido gravada e lançada antes de The Man and the Journey ser concebido.                                                            |